# Jamaica (Iowa)
Jamaica és una població dels Estats Units a l'estat d'Iowa. Segons el cens del 2000 tenia 237 habitants.

## Demografia
Segons el cens del 2000, Jamaica tenia 237 habitants, 102 habitatges, i 57 famílies. La densitat de població era de 198,9 habitants/km².
Dels 102 habitatges en un 24,5% hi vivien nens de menys de 18 anys, en un 48% hi vivien parelles casades, en un 4,9% dones solteres, i en un 44,1% no eren unitats familiars. En el 36,3% dels habitatges hi vivien persones soles el 17,6% de les quals corresponia a persones de 65 anys o més que vivien soles. El nombre mitjà de persones vivint en cada habitatge era de 2,32 i el nombre mitjà de persones que vivien en cada família era de 3,16.
Per edats la població es repartia de la següent manera: un 24,5% tenia menys de 18 anys, un 7,6% entre 18 i 24, un 30% entre 25 i 44, un 21,1% de 45 a 60 i un 16,9% 65 anys o més.
L'edat mediana era de 38 anys. Per cada 100 dones de 18 o més anys hi havia 86,5 homes.
La renda mediana per habitatge era de 35.417 $ i la renda mediana per família de 41.875 $. Els homes tenien una renda mediana de 27.917 $ mentre que les dones 18.750 $. La renda per capita de la població era de 18.850 $. Entorn del 8,8% de les famílies i el 14,5% de la població estaven per davall del llindar de pobresa.

## Poblacions més properes
El següent diagrama mostra les poblacions més properes.